# Guido Brignone

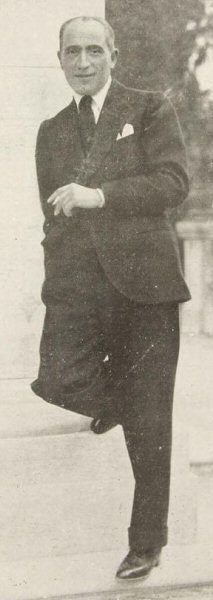
Guido Brignone (1930)

Guido Brignone (eigentlich Giuda Brignone, * 6. Dezember 1886 in Mailand; † 6. März 1959 in Rom) war ein italienischer Schauspieler, Filmregisseur und Drehbuchautor.

## Leben
Er wurde als Sohn des Theater- und späteren Filmschauspielers Giuseppe Brignone in Mailand geboren. Wie auch seine ältere Schwester Mercedes verschrieb sich Guido bereits früh einer künstlerischen Laufbahn und wurde zunächst Theaterschauspieler. Mit Mercedes sammelte er erste Bühnenerfahrungen. 1914 zog er mit seiner im Jahre 1924 verstorbenen Ehefrau Lola Visconti nach Rom, wo das Paar teils gemeinsam künstlerisch aktiv wurde.
Im Jahre 1915 begann Brignone seine Karriere als Regisseur mit dem Stummfilm Odette, gefolgt von populären Verfilmungen. Mitte der 1920er Jahre machte er sich auch im deutschsprachigen Raum durch seine Maciste-Filme einen Namen und emigrierte schließlich 1927 aufgrund einer schweren Krise des italienischen Kinos über Frankreich nach Deutschland. Hier entstanden fünf Spielfilminszenierungen. 1930 kehrte er nach Italien zurück, wo er bis 1958 weitere Produktion leitete, von denen einige eine kommerziell erfolgreiche Filmauswertung erfuhren.
Er ist der Vater der Schauspielerin Lilla Brignone.

## Auszeichnungen
Brignone war der erste italienische Regisseur, der bei den Internationalen Filmfestspielen von Venedig den Coppa Mussolini für den besten nationalen Film (Teresa Confalonieri, 1934) gewann.

## Filmografie (Auswahl)
- 1924: Maciste Imperator (Maciste imperatore)
- 1925: Maciste in der Hölle (Maciste all’inferno)
- 1926: Die große Zirkuskatastrophe (Maciste nella gabbia dei leoni)
- 1927: Maciste, der Held der Berge (Il gigante delle Dolomite)
- 1928: Marys großes Geheimnis
- 1929: Hingabe
- 1929: Der Mann, der nicht liebt
- 1929: Das Erlebnis einer Nacht
- 1931: Rubacuori
- 1933: La voce lontana
- 1934: Teresa Confalonieri
- 1935: Lorenzino de’ Medici (Lorenzino de’ Medici)
- 1937: Vivere – kehre zurück mein Mädel (Vivere)
- 1938: Gli uomini non sono ingrati
- 1939: Lotterie der Liebe (La mia canzone al vento)
- 1941: Mutter (Mamma)
- 1941: Tragödie einer Liebe (Vertigine)
- 1943: Maria Malibran
- 1945: Der heilige Schwur (Monaca santa)
- 1949: Il bacio di una morta
- 1950: Der Rebell von Neapel (Il conte di Sant’Elmo)
- 1950: Schicksal im Moor (Il nido di falasco)
- 1951: Undankbares Herz (Core ’ngrato)
- 1952: Warum hast du mich betrogen? (L’inganno)
- 1953: Vergib mir Madonna (Noi peccatori)
- 1953: Das Fleisch ist schwach (Bufere)
- 1954: Der Sohn des weißen Teufels (Ivan il figlio del diavolo bianco)
- 1957: Die Sklavinnen von Karthago (Le schiave di Cartagine)
- 1959: Im Zeichen Roms (Nel segno di Roma)